# オイラー力
オイラー力（英語: Euler force）は、角加速度に伴って生じる慣性力である。遠心力、コリオリ力と共に非慣性系の回転運動に対して現れる三つの慣性力の一つ。
オイラー力に伴う加速度はオイラー加速度（Euler acceleration）と呼ぶ。方位加速度（azimuthal acceleration）や横加速度（transverse acceleration）とも呼ばれる。

## 概要
オイラー力は、物体の質量を {\displaystyle m} としたとき、オイラー加速度 {\displaystyle {\boldsymbol {a}}} を用いて、
{\displaystyle {\boldsymbol {F}}=m{\boldsymbol {a}}}
と表される慣性力の一種である。オイラー加速度は、不均一な回転座標系の運動を分析して、基準系の座標軸の角速度変化に伴って現れる加速度である。よって、オイラー力は、固定軸の周りを回転する座標系のみに限定して現れる。
オイラー力は、遠心力に垂直かつ回転面内にかかる力である。
オイラー力はメリーゴーラウンドに乗る際に感じられる。メリーゴーラウンドが稼働するとオイラー力は乗客を木馬の後方に追いやる力として、逆に停止した時には木馬の前方に押す力として感じられる。

## 数学的証明
オイラー加速度 {\displaystyle {\boldsymbol {a}}_{\mathrm {Euler} }} の方向と質量は以下の式で表される。
{\displaystyle {\boldsymbol {a}}_{\mathrm {Euler} }=-{\frac {d{\boldsymbol {\omega }}}{dt}}\times {\boldsymbol {r}}}
ここで ω は基準系の角速度ベクトルであり、r は回転物の軸に対する物体の位置ベクトルを表す。よって、質量 m を持つ物体にかかるオイラー力 FEuler は、運動方程式より以下の式で表される。
{\displaystyle {\boldsymbol {F}}_{\mathrm {Euler} }=m{\boldsymbol {a}}_{\mathrm {Euler} }=-m{\frac {d{\boldsymbol {\omega }}}{dt}}\times {\boldsymbol {r}}}